# Eino Kaila

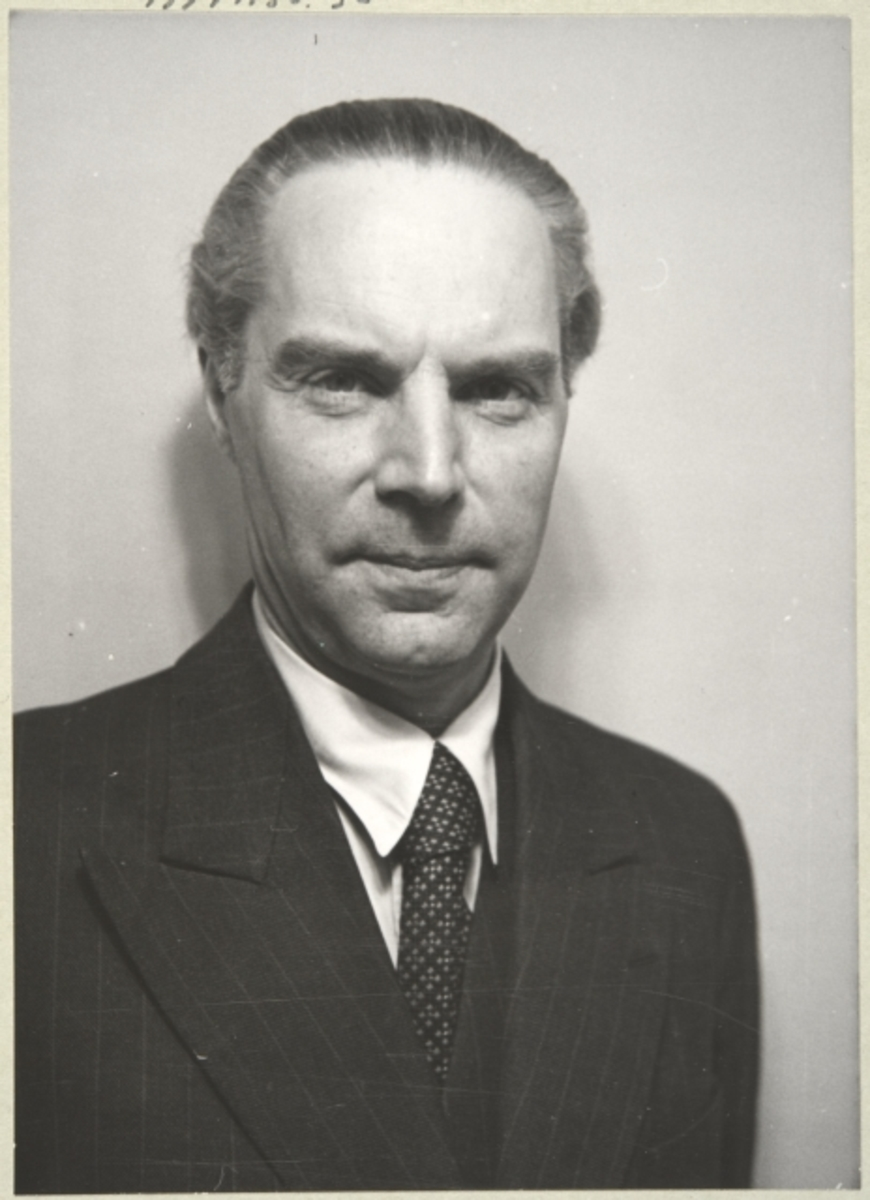
Eino Kaila im Jahr 1951

Eino Sakari Kaila (* 9. August 1890 in Alajärvi; † 31. Juli 1958 in Kirkkonummi) war ein finnischer Philosoph, Psychologe, Kritiker und Lehrer.

## Wirken
Kaila war ein Vertreter des von Ludwig Wittgenstein, Bertrand Russell und A. N. Whitehead beschriebenen Logischen Empirismus. Zu seinen Schülern zählte auch Georg Henrik von Wright. Kaila stand dem positivistisch orientierten Wiener Kreis nahe. Auf dem Gebiet der Psychologie weisen seine wahrnehmungs- und entwicklungspsychologischen Forschungen Kaila als Vertreter der Gestaltpsychologie aus. Im Bereich der Logik beschäftigte sich der Philosoph mit Problemen der Deduktion, Induktion und der Wahrscheinlichkeit.

## Ausgewählte Werke
- Gegenstandfarbe und Beleuchtung. Psychologische Forschung, 1924, 3, 18-59.
- Die Lokalisation der Objekte bei Blickbewegungen. Psychologische Forschung, 1924, 3, 60-77.
- Die Reaktionen des Säuglings auf das menschliche Gesicht. Annales Universitatis Aboensis, B-XVII. Turku 1932.
- Die finnische Staatsuniversität durch dreihundert Jahre. Helsinki: Kustannusosakeyhtiö Otava 1940
- Die perzeptuellen und konzeptuellen Komponenten der Alltagserfahrung. Helsinki: Akateeminen Kirjakauppa 1962
- Reality and experience. Four philosophical essays. Dordrecht [u. a.]: Reidel 1979
- Terminalkausalität als die Grundlage eines unitarischen Naturbegriffs. Eine naturphilosophische Untersuchung. Helsinki: Suomalaisen Kirjallisuuden Kirjapaino 1956
- Über das System der Wirklichkeitsbegriffe. Ein Beitrag zum logischen Empirismus. Helsinki: Suomalaisen Kirjapaino Oy 1936